# Despina (mitologija)
Despena ili Despina (Δέσποινα, Déspoina) u grčkoj mitologiji nimfa je, Posejdonova i Demetrina kći.

## Etimologija
To je ime često rabljeno kao epitet za Afroditu (kod Teokrita), Demetru (u Aristofanovom djelu Tezmoforije) i Perzefonu.
Na starogrčkom jeziku ono znači "gospodarica kuće".

## Mitologija
Pauzanije piše cijelu mitološku pozadinu o ovome liku. Kad je Demetra došla u Arkadiju tražeći svoju izgubljenu kćer Perzefonu, bila je objekt Posejdonove požude. Ona mu je odolijevala i sakrila se u krdo konja. Posejdon se pretvorio u pastuha i navalio na nju. Demetra je zbog toga bila bijesna i otišla je oprati svoj gnjev u rijeku Ladon. Njeno ime je bilo i ostalo tajna i otkrivalo se samo prilikom inicijacija u njenom kultu u Arkadiji.
Posejdonu je rodila kćer Despenu i konja s crnom grivom. Zato je u Arkadiji Demetra često bila štovana kao božica s konjskom glavom.

## Vanjske poveznice
- Despena u klasičnoj literaturi (engl.)